# 穆質
穆质（?—?），唐朝怀州河内人，穆寧的儿子，穆贊的弟弟、穆員的哥哥。
穆质性情强直，举贤良方正，应制策入第三等。自补阙升为给事中，时政得失，率先论谏。元和初年，盐铁、转运诸院擅打囚徒，经常笞打人死。穆质论奏盐铁转运司应处理私盐，囚徒应该给州府官员处理。从此刑名对应。唐宪宗以王承宗作乱，用宦官吐突承璀为招讨使。穆质与吕元膺、孟简、兵部侍郎许孟容论奏，言自古没有以宦官为将帅者。宪宗改吐突承璀的官名，心中不悦，改任穆质为太子左庶子。穆质与杨凭、许孟容、李鄘友善，号称杨穆许李。元和五年（810年），因杨凭出任开州刺史。不久去世。穆质兄弟被人用“珍味”比喻：穆赞俗而有格，为酪；穆质美而多入，为酥；穆员为醍醐；穆赏为乳腐。